# Yantai Shimao No. 1 The Harbour
El Yantai Shimao No. 1 The Harbour es un rascacielos ubicado en la ciudad china de Yantai. La construcción comenzó en 2008 y terminó en 2015. Con una altura de 323 metros es el rascacielos más alto de la ciudad. El edificio tiene 59 pisos destinados a oficinas, residencias y un hotel.